# 岩瀬郡
- 令制国一覧 > 東山道 > 岩代国 > 岩瀬郡
- 日本 > 東北地方 > 福島県 > 岩瀬郡

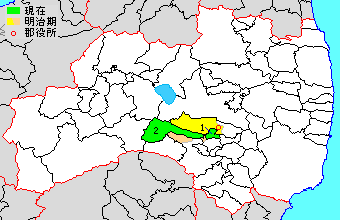
福島県岩瀬郡の範囲（1.鏡石町 2.天栄村 薄黄：後に他郡に編入された区域）

岩瀬郡（いわせぐん）は、福島県（陸奥国・岩代国）の郡。
人口16,845人、面積256.82km²、人口密度65.6人/km²。（2025年2月1日、推計人口）
以下の1町1村を含む。
- 鏡石町（かがみいしまち）
- 天栄村（てんえいむら）

## 郡域
明治12年（1878年）に行政区画として発足した当時の郡域は、上記1町1村のほか、下記の区域にあたる。
- 白河市の一部（大信下小屋・大信隈戸）
- 須賀川市の一部（おおむね阿武隈川以西）
- 西白河郡矢吹町の一部（境町・田内・馬場・本郷町・南町および子ハ清水・東の内の各一部）

## 歴史
古くは石背郡とも書いた。中世は二階堂氏によって支配されていた。

### 近代以降の沿革
- 幕末時点では陸奥国に所属した。「旧高旧領取調帳」に記載されている明治初年時点での支配は以下の通り。（86村）

| 知行   | 知行       | 村数 | 村名 |
| ------ | ---------- | ---- | --- |
| 幕府領 | 幕府領     | 2村  | 堤村、江持村 |
| 幕府領 | 旗本領     | 15村 | 今泉村、今泉新田村、下柱田村、稲村、北横田村、里守屋村、上柱田村、越久村、横田村、堀込村、上木野崎村、下木野崎村、泉田村、松塚村、館ヶ岡村 |
| 藩領   | 越後高田藩 | 38村 | 長沼村、志茂村、吉兵衛新田村、上大久保村、下大久保村、小岩淵村、大桑原村、山寺村、滑川村、仁井田村、袋田村、矢沢村、畑田村、深渡戸村、町守屋村、成田村（現・須賀川市）、滝村、上江花村、下江花村、勢至堂村、分家浜尾村、浜尾村、中宿村、下宿村、和田村、前田川村、狸森村、大栗村、四辻新田村、田中村、日照田村、市野関村、小作田村、雨田村、上小山田村、下小山田村、小倉村、塩田村 |
| 藩領   | 陸奥白河藩 | 29村 | 須賀川村、高久田村、鏡沼村、仁井田村、岩淵村、保土原村、久来石村、高林村、柿ノ内村、小川村、上大里村、下大里村、安養寺新田村、上小屋村、下小屋村、滑里川村、後藤新田村、羽鳥村、田良尾村、湯本村、牧之内村、上松本村、下松本村、上小中村、下小中村、白子村、桙衝村、矢田野村、飯豊村                                                                                               |
| 藩領   | 常陸土浦藩 | 2村  | 牛袋村、木野崎村 |

- 慶応2年6月19日（1866年7月30日） - 白河藩主阿部正静が陸奥棚倉藩に転封され、白河藩領は二本松藩の預地となる。
- 慶応4年2月1日（1868年2月23日） - 阿部正静の白河藩復帰が決定する。
- 慶応4年8月8日（1868年9月23日） - 郡内の幕府領・旗本領・旧白河藩領が白河民政局の管轄となる。
- 明治元年12月7日（1869年1月19日）
  - 陸奥国が分割され、本郡は岩代国の所属となる。
  - 白河藩領が磐城守山藩取締地となる。
- 明治元年12月24日（1869年2月5日） - 阿部氏の白河藩復帰が取り止めとなり、棚倉藩に戻される。
- 明治2年8月7日（1869年9月12日） - 白河民政局を廃し、白河県を設置。守山藩の管轄が終了。
- 明治初年 - 土浦藩領が白河県の管轄となる。
- 明治4年7月14日（1871年8月29日） - 廃藩置県により藩領が高田県[8]となる。
- 明治4年11月2日（1871年12月13日） - 第1次府県統合により二本松県の管轄となる。
- 明治4年11月14日（1871年12月25日） - 二本松県が福島県に改称。
- 明治8年（1875年）（73村）
  - 阿武隈川以東の14村（堤村、江持村、狸森村、大栗村、四辻新田村、田中村、日照田村、市野関村、小作田村、雨田村、上小山田村、下小山田村、小倉村、塩田村）の所属郡が石川郡に変更。
  - 石川郡のうち阿武隈川以西の2村（笠石村、成田村＝現・鏡石町）の所属郡が本郡に変更。
  - 後藤新田村が牧之内村に合併。
- 明治9年（1876年） - 下記の各村の統合が行われる。（55村）
  - 柱田村 ← 下柱田村、上柱田村
  - 守屋村 ← 里守屋村、町守屋村
  - 大久保村 ← 上大久保村、下大久保村
  - 江花村 ← 上江花村、下江花村
  - 西川村 ← 牛袋村、山寺村
  - 森宿村 ← 中宿村、下宿村
  - 鏡田村 ← 高久田村、鏡沼村、仁井田村
  - 大里村 ← 上大里村、下大里村、安養寺新田村
  - 小中村 ← 上小中村、下小中村
  - 隈戸村 ← 上小屋村、滑里川村
  - 今泉新田村が今泉村に、上木野崎村・下木野崎村が木野崎村に、吉兵衛新田村が北横田村に、小岩淵村が岩淵村に、分家浜尾村が浜尾村にそれぞれ合併。
- 明治10年（1877年） - 成田村（現・須賀川市）が梅田村に改称。
- 明治12年（1879年）1月27日 - 郡区町村編制法の福島県での施行により行政区画としての岩瀬郡が発足。郡役所を須賀川村に設置。

### 町村制以降の沿革

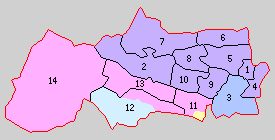
1.須賀川町 2.長沼村 3.鏡石村 4.浜田村 5.西袋村 6.仁井田村 7.白方村 8.白江村 9.稲田村 10.桙衝村 11.広戸村 12.大屋村 13.牧本村 14.湯本村（紫：須賀川市 水色：白河市 桃：天栄村 黄：西白河郡矢吹町 青：合併なし）

- 1889年（明治22年）4月1日 - 町村制の施行により以下の村が発足。特記以外は現・須賀川市。（1町13村）
  - 須賀川町 ← 須賀川村、森宿村［中宿］
  - 長沼村 ← 長沼村、江花村、勢至堂村、志茂村、小中村
  - 鏡石村 ← 鏡田村、笠石村、久来石村、成田村（現・鏡石町）
  - 浜田村 ← 前田川村、浜尾村、和田村
  - 西袋村 ← 西川村、大桑原村、袋田村、越久村、森宿村［下宿］
  - 仁井田村 ← 仁井田村、滑川村、館ヶ岡村
  - 白方村 ← 柱田村、今泉村、守屋村、梅田村、滝村
  - 白江村 ← 矢沢村、畑田村、深渡戸村、北横田村、大久保村
  - 稲田村 ← 稲村、松塚村、岩淵村、保土原村、泉田村
  - 桙衝村 ← 横田村、堀込村、木野崎村、桙衝村、矢田野村
  - 広戸村 ← 柿ノ内村、高林村（現・天栄村、西白河郡矢吹町）、飯豊村、白子村、小川村（現・天栄村）
  - 大屋村 ← 大里村（現・天栄村）、下小屋村、隈戸村（現・白河市）
  - 牧本村 ← 牧之内村、上松本村、下松本村（現・天栄村）
  - 湯本村 ← 羽鳥村、田良尾村、湯本村（現・天栄村）
- 明治30年（1897年）10月1日 - 郡制を施行。
- 明治34年（1901年）6月13日 - 長沼村が町制施行して長沼町となる。（2町12村）
- 大正12年（1923年）4月1日 - 郡会が廃止。郡役所は存続。
- 大正15年（1926年）7月1日 - 郡役所が廃止。以降は地域区分名称となる。
- 昭和24年（1949年）4月1日 - 大屋村の一部（大里）が分立して大里村が発足。（2町13村）
- 昭和26年（1951年）4月1日 - 大屋村の所属郡が西白河郡に変更。（2町12村）
- 昭和29年（1954年）3月31日 - 須賀川町・浜田村・西袋村・稲田村が石川郡小塩江村と合併して須賀川市が発足し、郡より離脱。（1町9村）
- 昭和30年（1955年）
  - 3月10日 - 仁井田村が須賀川市に編入。（1町8村）
  - 3月31日（1町3村）
    - 白方村・白江村が合併して岩瀬村が発足。
    - 長沼町・桙衝村が合併し、改めて長沼町が発足。
    - 牧本村・湯本村・大里村および広戸村の一部（飯豊・白子・小川および柿之内・高林の各一部）が合併して天栄村が発足。
    - 広戸村の残部（柿之内・高林の各一部）が西白河郡矢吹町・中畑村・三神村と合併し、改めて西白河郡矢吹町が発足。
- 昭和37年（1962年）8月1日 - 鏡石村が町制施行して鏡石町となる。（2町2村）
- 平成17年（2005年）4月1日 - 長沼町・岩瀬村が須賀川市に編入。（1町1村）

### 変遷表
| 明治22年以前 | 明治22年4月1日 | 明治22年 - 昭和19年 | 昭和20年 - 昭和29年        | 昭和30年 - 昭和63年                   | 平成1年 - 現在                | 現在     |
| ------------ | -------------- | ------------------- | -------------------------- | ------------------------------------- | ----------------------------- | -------- |
|              | 須賀川町       | 須賀川町            | 昭和29年3月31日 須賀川市   | 須賀川市                              | 須賀川市                      | 須賀川市 |
|              | 浜田村         | 浜田村              | 昭和29年3月31日 須賀川市   | 須賀川市                              | 須賀川市                      | 須賀川市 |
|              | 西袋村         | 西袋村              | 昭和29年3月31日 須賀川市   | 須賀川市                              | 須賀川市                      | 須賀川市 |
|              | 稲田村         | 稲田村              | 昭和29年3月31日 須賀川市   | 須賀川市                              | 須賀川市                      | 須賀川市 |
|              | 仁井田村       | 仁井田村            | 仁井田村                   | 昭和30年3月10日 須賀川市に編入        | 須賀川市                      | 須賀川市 |
|              | 長沼村         | 明治34年6月7日 町制 | 長沼町                     | 昭和30年3月31日 長沼町                | 平成17年4月1日 須賀川市に編入 | 須賀川市 |
|              | 桙衝村         | 桙衝村              | 桙衝村                     | 昭和30年3月31日 長沼町                | 平成17年4月1日 須賀川市に編入 | 須賀川市 |
|              | 白方村         | 白方村              | 白方村                     | 昭和30年3月31日 岩瀬村                | 平成17年4月1日 須賀川市に編入 | 須賀川市 |
|              | 白江村         | 白江村              | 白江村                     | 昭和30年3月31日 岩瀬村                | 平成17年4月1日 須賀川市に編入 | 須賀川市 |
|              | 鏡石村         | 鏡石村              | 鏡石村                     | 昭和37年8月1日 町制                   | 鏡石町                        | 鏡石町   |
|              | 大屋村         | 大屋村              | 昭和26年4月1日 西白河郡    | 昭和30年4月10日 西白河郡 大信村の一部 | 平成17年11月7日 白河市の一部  | 白河市   |
|              | 大屋村         | 大屋村              | 昭和24年4月1日 分立 大里村 | 昭和30年3月31日 天栄村                | 天栄村                        | 天栄村   |
|              | 牧本村         | 牧本村              | 牧本村                     | 昭和30年3月31日 天栄村                | 天栄村                        | 天栄村   |
|              | 湯本村         | 湯本村              | 湯本村                     | 昭和30年3月31日 天栄村                | 天栄村                        | 天栄村   |
|              | 広戸村         | 広戸村              | 広戸村                     | 昭和30年3月31日 天栄村                | 天栄村                        | 天栄村   |
|              | 広戸村         | 広戸村              | 広戸村                     | 昭和30年3月31日 西白河郡 矢吹町の一部 |                               | 矢吹町   |

## 行政
歴代郡長
| 代 | 氏名   | 就任年月日                | 退任年月日                | 備考                   |
| -- | ------ | ------------------------- | ------------------------- | ---------------------- |
| 1  |        | 明治12年（1879年）1月27日 |                           |                        |
|    | 武井格 |                           |                           |                        |
|    |        |                           | 大正15年（1926年）6月30日 | 郡役所廃止により、廃官 |